# 医薬品の薬効分類
医薬品の薬効分類（いやくひんのやっこうぶんるい）
医薬品はその使用目的により以下の薬効に分類される。一つの薬剤で複数の薬効に分類されるものもある。なお、薬効名の前に付けた番号は、日本標準商品分類番号のうちの薬効分類である。

## 標榜薬効
薬効は日本標準商品分類番号に従って分類されているものである。医薬品の添付文書の上部に記載されているものは、標榜薬効と呼ばれる。薬効分類として同じ分類だが、この標榜の部分には自由度が許容されており、同じ成分であっても一定した表現にはなっていない。

## 神経系及び感覚器官用医薬品

### 中枢神経用薬
- 111全身麻酔剤
- 112催眠鎮静剤、抗不安薬
- 113抗てんかん薬
- 114解熱鎮痛消炎剤
- 115興奮剤、覚せい剤
- 116抗パーキンソン剤
- 117精神神経用剤
- 118総合感冒剤
- 119その他の中枢神経用剤
- 190その他の神経系及び感覚器官用医薬品

### 末梢神経系用剤
- 121局所麻酔剤
- 122骨格筋弛緩剤
- 123自律神経剤
- 124鎮けい剤
- 125発汗剤、止汗剤
- 129その他の末梢神経用剤

### 感覚器官用薬
- 131眼科用剤
- 132耳鼻科用剤
- 133鎮暈剤
- 139その他の感覚器官用薬

## 個々の器官系用医薬品

### 循環器官用剤
- 211強心剤
- 212不整脈用剤
- 213利尿剤
- 214血圧降下剤
- 215血管補強剤
- 216血管収縮剤
- 217血管拡張剤
- 218高脂血症用剤
- 219その他の循環器官用剤

### 呼吸器官用薬
- 221呼吸促進剤
- 222鎮咳剤
- 223去たん剤
- 224鎮咳去たん剤
- 225気管支拡張剤
- 226含嗽剤
- 229その他の呼吸器官用剤

### 消化器官用薬
- 231止しゃ剤、整腸剤]
- 232消化性潰瘍用剤
- 233健胃消化剤
- 234制酸剤
- 235下剤、浣腸剤
- 236利胆剤
- 237複合胃腸剤
- 239その他の消化器官用薬

### ホルモン剤（抗ホルモン剤を含む）
- 241脳下垂体ホルモン製剤
- 242唾液腺ホルモン剤
- 243甲状腺、副甲状腺ホルモン剤
- 244タンパク同化ステロイド剤
- 245副腎ホルモン剤
- 246男性ホルモン剤
- 247卵胞ホルモン及び黄体ホルモン剤
- 248混合ホルモン剤
- 249その他のホルモン剤（抗ホルモン剤を含む）

### 泌尿生殖器官及び肛門用薬
- 251泌尿器官用剤
- 252生殖器官用剤（性病予防剤を含む）
- 253子宮収縮剤
- 254避妊剤
- 255痔疾用剤
- 259その他の泌尿生殖器官及び肛門用薬

### 外皮用薬
- 261外皮用殺菌消毒剤
- 262創傷保護剤
- 263化膿性疾患用剤
- 264鎮痛、鎮痒、収斂、消炎剤
- 265寄生性皮膚疾患用剤
- 266皮ふ軟化剤（腐しょく剤を含む。）
- 267毛髪用剤（発毛剤、脱毛剤、染毛剤、養毛剤）
- 268浴剤
- 269その他の外皮用薬

### 歯科口腔用薬
- 271歯科用局所麻酔剤
- 272歯髄失活剤
- 273歯科用鎮痛鎮静剤（根管及び齲窩消毒剤を含む）
- 274歯髄乾屍剤（根管充填剤を含む）
- 275歯髄覆罩剤
- 276歯科用抗生物質製剤
- 279その他の歯科口腔用剤

### その他の個々の器官系用医薬品
- 290その他の個々の器官系用医薬品

## 代謝性医薬品

### ビタミン剤
- 311ビタミンA及びD剤
- 312ビタミンB1剤
- 313ビタミンB剤（ビタミンB1剤を除く）
- 314ビタミンC剤
- 315ビタミンE剤
- 316ビタミンK剤
- 317混合ビタミン剤（ビタミンA・D混合製剤を除く）
- 319その他のビタミン剤

### 滋養強壮薬
- 321カルシウム剤
- 322無機質製剤
- 323糖類剤
- 324有機酸製剤
- 325タンパクアミノ酸製剤
- 326臓器製剤
- 327乳幼児用剤
- 329その他の滋養強壮剤

### 血液・体液用薬
- 331血液代用剤
- 332止血剤
- 333血液凝固阻止剤
- 339その他の血液・体液用薬

### 人工透析用薬
- 341人工腎臓透析用剤
- 342腹膜透析用剤
- 349その他の人工透析用剤

### その他の代謝性医薬品
- 391肝臓疾患用剤
- 392解毒剤
- 393習慣性中毒用剤
- 394痛風治療剤
- 395酵素製剤
- 396糖尿病用剤
- 397総合代謝性製剤
- 399他に分類されないその他の代謝性医薬品

## 組織細胞機能用医薬品

### 細胞賦活用薬
- 411クロロフィル製剤
- 412色素製剤
- 419その他の細胞賦活用剤

### 腫瘍用薬
- 421アルキル化剤
- 422代謝拮抗剤
- 423抗腫瘍性抗生物質製剤
- 424抗腫瘍性植物成分製剤
- 429その他の腫瘍用剤

### 放射性医薬品
- 430放射性医薬品

### アレルギー用薬
- 441抗ヒスタミン剤
- 442刺激療法剤
- 443非特異性免疫原製剤
- 449その他のアレルギー用剤

## 生薬及び漢方処方に基づく医薬品

### 生薬
- 510生薬

### 漢方製剤
- 520漢方製剤

### その他の生薬及び漢方処方に基づく医薬品
- 590その他の生薬及び漢方処方に基づく医薬品

## 病原生物に対する医薬品

### 抗生物質製剤
- 611主としてグラム陽性菌に作用するもの
- 612主としてグラム陰性菌に作用するもの
- 613主としてグラム陽性・陰性菌に作用するもの
- 614主としてグラム陽性菌、マイコプラズマに作用するもの
- 615主としてグラム陽性・陰性菌、リケッチア、クラミジアに作用するもの
- 616主として抗酸菌に作用するもの
- 617主としてカビに作用するもの
- 619その他の抗生物質製剤（複合抗生物質製剤を含む）

### 化学療法剤
- 621サルファ剤
- 622抗結核剤
- 623抗ハンセン病剤
- 624合成抗菌剤
- 625抗ウイルス剤
- 629その他の化学療法剤

### 生物学的製剤
- 631ワクチン類
- 632毒素及びトキソイド類
- 633抗毒素及びレプトスピラ血清類
- 634血液製剤類
- 635生物学的試験用製剤類
- 636混合生物学的製剤
- 639その他の生物学的製剤

### 寄生動物用薬
- 641抗原虫剤
- 642駆虫剤
- 649その他の寄生動物に対する薬

## 治療を主目的としない医薬品

### 調剤用薬
- 711賦形剤
- 712軟膏基剤
- 713溶解剤
- 714矯味、矯臭、着色剤
- 715乳化剤
- 719その他の調剤用薬

### 診断用薬（体外診断用医薬品を除く）
- 721X線造影剤
- 722機能検査用試薬
- 729その他の診断用薬（体外診断用医薬品を除く）

### 公衆衛生用薬
- 731防腐剤
- 732防疫用殺菌消毒剤
- 733防虫剤
- 734殺虫剤
- 735殺そ剤
- 739その他の公衆衛生用薬

### 体外診断用医薬品
- 741一般検査用試薬
- 742血液検査用試薬
- 743生化学的検査用試薬
- 744免疫血清学的検査用試薬
- 745細菌学的検査用薬
- 746病理組織検査用薬
- 747体外診断用放射性医薬品
- 749その他の体外診断用医薬品

### その他の治療を主目的としない医薬品
- 791絆創膏
- 799他に分類されない治療を主目的としない医薬品

## 麻薬

### アルカロイド系麻薬（天然麻薬）
- 811アヘンアルカロイド系麻薬
- 812コカアルカロイド系製剤
- 819その他のアルカロイド系麻薬（天然麻薬）

### 非アルカロイド系麻薬
- 821合成麻薬